# Sertan Vardar
Sertan Vardar (* 13. März 1982 in Izmir) ist ein türkischer Fußballspieler. 

## Karriere

### Vereinskarriere
Sertan Vardar begann mit seinem Zwillingsbruder zusammen Sercan Vardar mit dem Vereinsfußball in der Jugend von Bucaspor. Im Sommer 2000 erhielt er hier einen Profivertrag und wurde in den Profimannschaftskader aufgenommen. Hier schaffte er auf Anhieb den Sprung in die Stammformation. Nachdem er hier dreieinhalb Spielzeiten durchgängig aktiv gewesen war, wechselte er im Frühjahr 2005 zum Stadtrivalen und Zweitligisten Altay Izmir. Mit diesem Verein verpasste er am Ende der Spielzeit 2005/06 im letzten Spiel den Aufstieg in die Süper Lig.
Die Spielzeit 2006/07 verbrachte er beim Zweitligisten Mardinspor und wechselte nach dieser Saison zum Ligakonkurrenten Boluspor. Mit diesem Verein erreichte man zweimal hintereinander die Play-offs der TFF 1. Lig und verpasste erst im letzten Moment den Aufstieg in die Süper Lig.
Zur Spielzeit 2009/10 wechselte Vardar zum Zweitligisten Kardemir Karabükspor. Hier erreichte man die Meisterschaft der TFF 1. Lig und damit den direkten Aufstieg in die Süper Lig.
Trotz dieses Erfolges wurde Vardar mitgeteilt, dass man mit ihm nicht für die kommende Spielzeit plane. So verließ er den Verein und heuerte beim Zweitligisten Kayseri Erciyesspor an. Nach einer halben Spielzeit wechselte er innerhalb der Liga zu Çaykur Rizespor.
Zum Saisonende verließ er Rizespor und wechselte zum Zweitligisten Akhisar Belediyespor. Hier erreichte man völlig überraschend die Meisterschaft der TFF 1. Lig und damit den direkten Aufstieg in die Süper Lig. Mit seinen elf Saisontreffern war er der beste Torschütze seines Teams und hatte maßgeblichen Anteil an diesem Erfolg.
Nach zwei Erstligajahren für Akhisar Belediyespor trennte sich Vardar von diesem Klub und wechselte zum Zweitligisten Gaziantep Büyükşehir Belediyespor. Bereits nach einer halben Saison kehrte er zu Akhisar Belediyespor zurück. Am Saisonende löste er mit seinem Verein seinen bis zum Sommer 2016 gültigen Vertrag vorzeitig auf und verließ diesen Klub erneut.

## Trivia
- Sein Zwillingsbruder Sercan Vardar und sein jüngerer Bruder Melih Vardar sind ebenfalls als Profifußballer aktiv.

## Erfolge
Mit Karabükspor
- Meister der TFF 1. Lig und Aufstieg in die Süper Lig: 2009/10

Mit Akhisar Belediyespor
- Meister der TFF 1. Lig und Aufstieg in die Süper Lig: 2011/12